# Storsvindlaren Dimitrios
Storsvindlaren Dimitrios är en amerikansk film från år 1944 i regi av Jean Negulesco. Den bygger på en roman av Eric Ambler från 1939. Skådespelaren Zachary Scott gjorde sin filmdebut i denna film som titelfiguren.

## Handling
En författare, Cornelius Leyden intresserar sig för brottslingen Dimitrios Makropoulos. Han får berättat av en polisöverste att Dimitrios döda kropp flöt iland i Istanbul. Han börjar undersöka Dimitrios öde genom att resa runt i Europa och träffa personer som hade kontakt med honom, varav ingen har något positivt att säga. Han får sällskap den mystiske Mr. Peters, en man som snart visar sig ha egna motiv med efterforskningarna. Är Dimitrios verkligen död?

## Rollista
- Sydney Greenstreet - Peters
- Zachary Scott - Dimitrios Makropoulos
- Faye Emerson - Irana
- Peter Lorre - Cornelius Leyden
- Steven Geray - Karel Bulic
- Victor Francen - Grodek
- Florence Bates - Elise Chavez
- Eduardo Ciannelli - Marukakis
- Kurt Katch - översten
- John Abbott - Mr. Pappas
- Monte Blue - Abdul Dhris